# کروپیونگتسا-گایکی
کروپیونگتسا-گایکی (به لهستانی:  Kropiwnica-Gajki) یک روستا در لهستان است که در گمینا کوبلین-بوژمه واقع شده‌است.